# كولن راسيل
كولن راسيل (بالإنجليزية: Colin Russell)‏ (21 يناير 1961 بليفربول في المملكة المتحدة - ) هو لاعب كرة قدم بريطاني في مركز الهجوم. لعب مع ستوك سيتي ونادي بانغور سيتي ونادي بورنموث ونادي دونكاستر روفرز ونادي ليفربول وهدرسفيلد تاون وويغان أتلتيك ونادي سكاربورو وWarrington Town F.C. ‏ ونادي موركامب وDroylsden F.C. ‏ وColne Dynamoes F.C. ‏.

## وصلات خارجية
- كولن راسيل على موقع قاعدة بيانات كرة القدم.إي يو (الإنجليزية)